# Belosersk
Belosersk (russisch Белозе́рск, wissenschaftliche Transliteration Belozersk; bis 1777 Beloosero (Белоо́зеро), deutsch Weißensee) ist eine russische Stadt in der Oblast Wologda, Nordwestrussland. Sie ist Verwaltungssitz des Rajons Belosersk und hat 9616 Einwohner (Stand 14. Oktober 2010).

## Geografie
Belosersk liegt 214 km nordwestlich von Wologda und 118 km nördlich von Tscherepowez zwischen dem Südufer des Weißen Sees und dem Wolga-Ostsee-Kanal, rund 20 km westlich des Austritts des Flusses Scheksna.

## Geschichte
Als Residenz des legendären Warägerfürsten Sineus taucht Beloosero bereits in einer Quelle aus dem Jahre 862 auf, die 1112 bis 1113 von dem Mönch und Chronisten Nestor von Kiew in seine historische Sammlung Die Geschichte der vergangenen Jahre aufgenommen wurde, und gilt damit als eine der ältesten Städte der Rus. Damals befand sich der Ort noch am gegenüberliegenden Ufer des Weißen Sees in der Nähe des heutigen Dorfes Kisnema. Zunächst abwechselnd im Besitz der Fürstentümer Weliki Nowgorod und Rostow-Susdal, war Beloosero ab 1238 Sitz eines autonomen Herrschaftsgebietes. 1352 wurde die Stadt nach einer Pestepidemie zunächst an den Austritt des Flusses Scheksna nahe dem heutigen Dorf Krochino verlegt und 1363/64 an der heutigen Stelle noch einmal neu errichtet. In den 1370er Jahren wurde das vormals eigenständige Fürstentum dann dem Großfürstentum Moskau einverleibt, blieb aber zumindest Sitz eines eigenen Teilfürstentums.

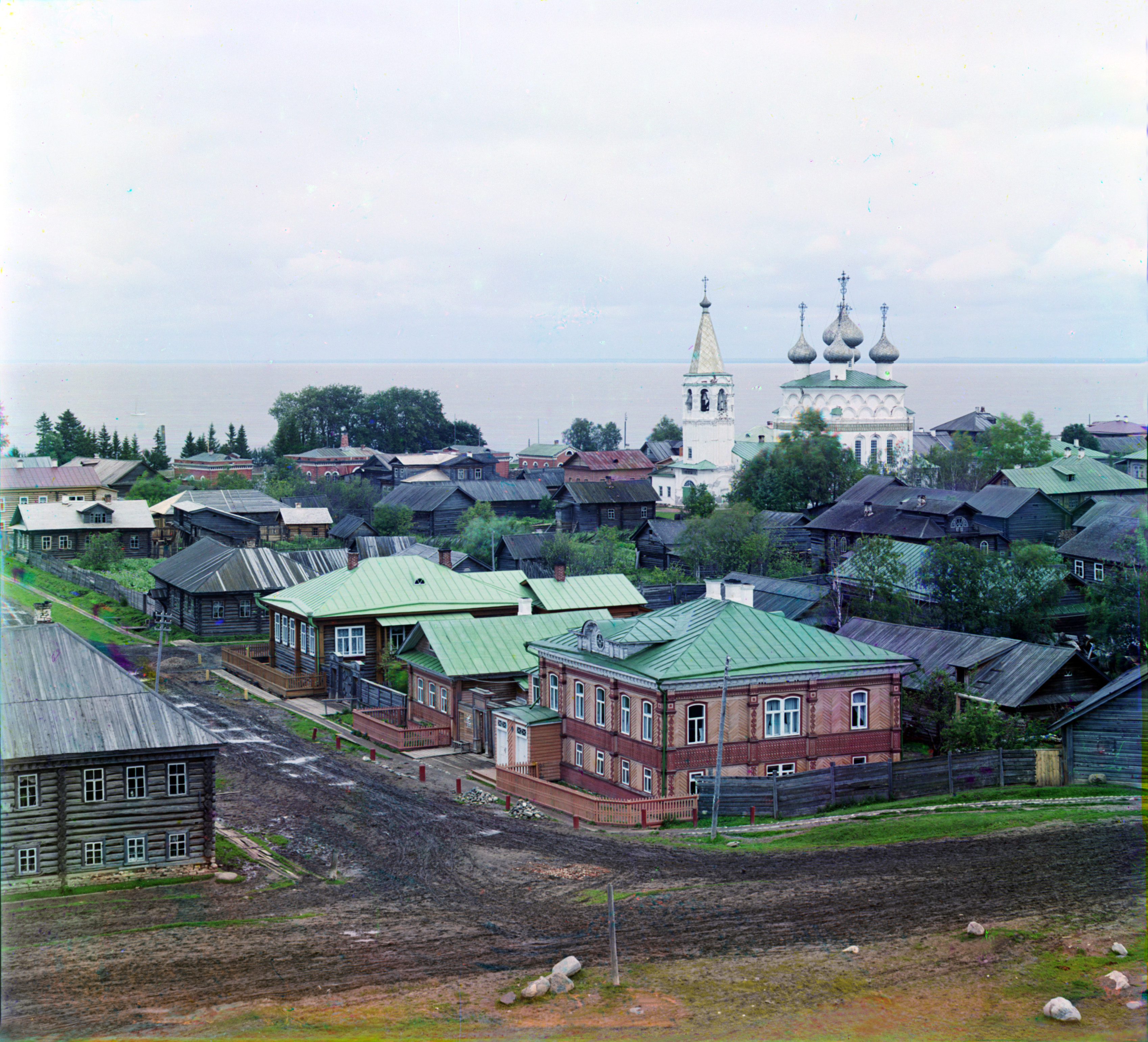
Ansicht von Belosersk 1909. Ein Foto von Sergei Prokudin-Gorski

Während der Mongolenstürme widersetzte sich der Kleinstaat dank seiner geschützten Lage in der dicht bewaldeten Seenlandschaft Nordrusslands erfolgreich den Angreifern und beherbergte zahlreiche Flüchtlinge aus den besetzten Regionen im Süden. In ihrer Blütezeit im 15. und 16. Jahrhundert wurde Beloosero zum bedeutenden Handelszentrum, wo Waren aus Twer, Weliki Nowgorod, den einflussreichen Klöstern des Südens und den fernen Siedlungen des Nordens umgeschlagen wurden. Durch die Gründung von Archangelsk am Weißen Meer im Jahre 1586 verschob sich die Haupthandelsroute allerdings weiter nach Osten auf die Flussläufe von Suchona und Nördlicher Dwina, sodass die Stadt stark an Bedeutung einbüßte. Im 17. Jahrhundert wurde Beloosero durch polnisch-litauische Truppen schwer zerstört.
Im Jahr 1777 erhielt der Ort anlässlich seiner Erhebung zur Kreisstadt den heutigen Namen. Mit der Eröffnung des Beloserski-Kanals (Белозерский (обводной) канал) 1846, der als Teilstück des Mariinski-Wasserweges (Мариинская водная система) den Weißen See mit dem Onega-See und damit das Wolga-Gebiet sowie die Suchona mit dem Finnischen Meerbusen verband, gewann Belosersk erneut an Bedeutung, vor allem im Bereich der Holzwirtschaft und Flößerei. Nach dem Zweiten Weltkrieg trat der Wolga-Ostsee-Kanal die Nachfolge des alten Kanalsystems an, sodass die Route heute nicht mehr durch den See, sondern südlich an der Stadt vorbeiführt.

### Bevölkerungsentwicklung
| Jahr | Einwohner |
| ---- | --------- |
| 1897 | 5.015     |
| 1926 | 6.990     |
| 1939 | 10.315    |
| 1959 | 10.375    |
| 1970 | 12.097    |
| 1979 | 12.256    |
| 1989 | 12.352    |
| 2002 | 10.975    |
| 2010 | 9.616     |

Anmerkung: Volkszählungsdaten

## Wirtschaft
Neben der Lebensmittelproduktion ist der wichtigste Wirtschaftszweig in Belosersk die Holzindustrie. Mehrere Sägewerke und andere holzverarbeitende Betriebe sind in der Stadt ansässig.

## Sehenswürdigkeiten

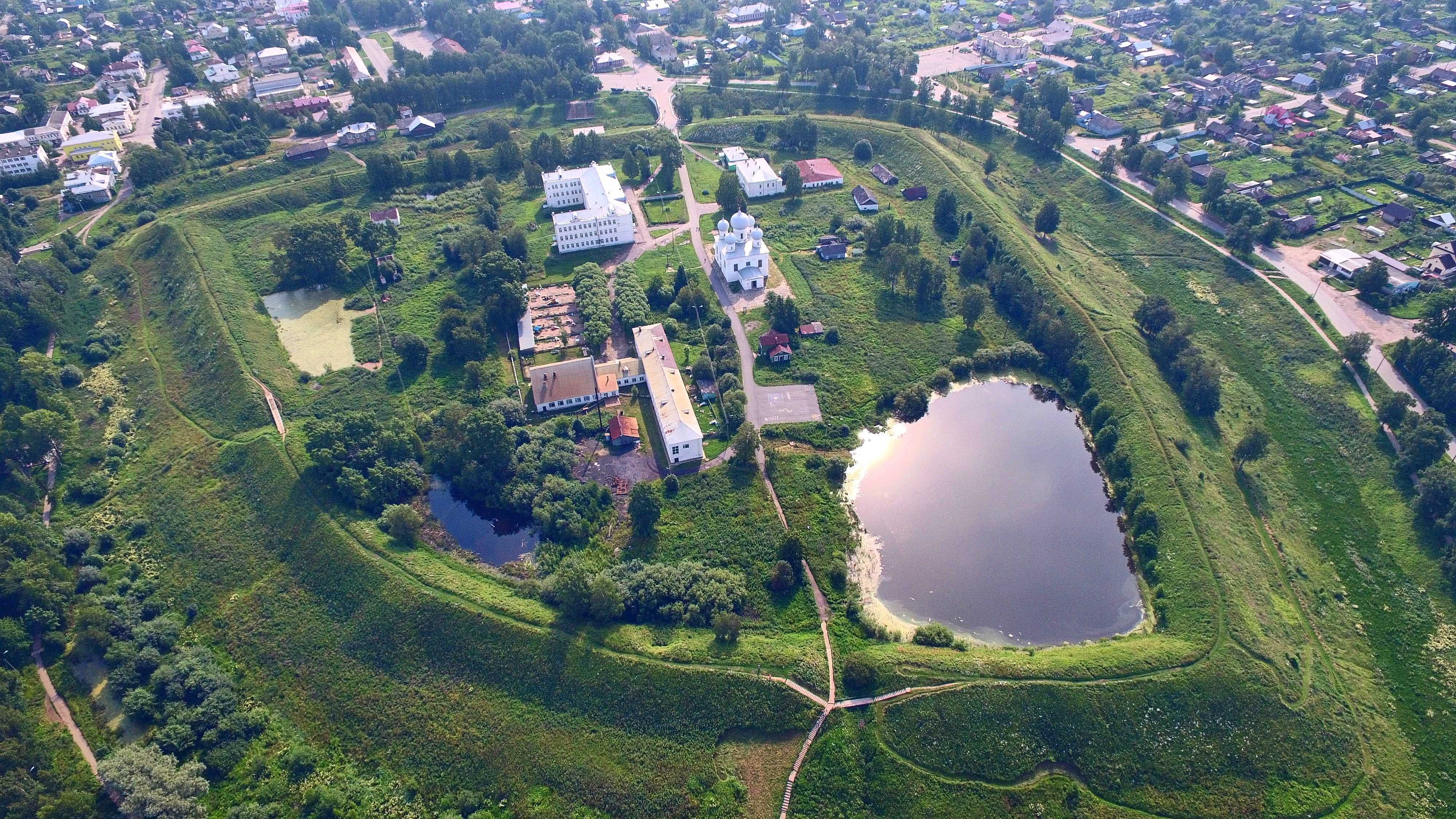
Der Kreml von Belosersk

Der Kreml (Кремль) im Stadtzentrum wurde 1487 unter Iwan III. angelegt und besitzt noch einen (einst 30 m hohen) Erdwall, der früher von Palisaden und hölzernen Wachtürmen bekrönt war. Innerhalb des Remparts hat sich die 1668 bis Ende der 1670er Jahre erbaute Christi-Verklärungs-Kirche (Спасо-Преображенский собор) mit barocker Ausstattung erhalten. Das älteste steinerne Bauwerk der Stadt ist die 1553/1554 bis um 1570 von Meistern aus Rostow Weliki errichtete Mariä-Entschlafens-Kirche (Успенский собор); zu ihrer Ausstattung zählt unter anderem die kostbare, in der zweiten Hälfte des 13. Jahrhunderts geschaffene Ikone der Gottesmutter von Belosersk (Икона Богоматери Белозерской). Weitere bedeutende Denkmale sind die in Holzbauweise errichtete Kirche des Propheten Elias (Ильинская церковь, 1690–1696), die Kirche des Barmherzigen Erlösers (Церковь Всемилостивого Спаса, 1716–1723), die Kirche zu Christi Erscheinen (Богоявленская церковь, 18. Jahrhundert) sowie der Beloserski-Kanal, der zwischen Stadt und Weißem See verläuft und von diesem durch einen Damm abgetrennt ist.

## Veranstaltungen
Jährlich im Juli finden zeitgleich das Stadtfest und das Festival der Künste „Beloosero“ (Фестиваль искусств «Белоозеро») mit Handwerkermarkt, Folkloreaufführungen und Historienschauspielen am Kremlwall statt.

## Partnerstädte
Die Partnerstadt von Belosersk ist Skien in Norwegen. Wegen seiner einstigen Bedeutung als Handelspartner mit den Städten des Nordens wurde Belosersk 2001 offiziell in den Bund der Neuen Hanse aufgenommen.

## Persönlichkeiten
- Wera Nikolajewna Kublanowskaja (1920–2012), russische Mathematikerin